# Brian Labone
Brian Leslie Labone (23. ledna 1940, Liverpool – 24. dubna 2006, Liverpool) byl anglický fotbalista. Nastupoval především na pozici obránce. S anglickou reprezentací získal bronzovou medaili na mistrovství Evropy v roce 1968 (odehrál oba zápasy závěrečného turnaje, semifinále i finále). Zúčastnil se i mistrovství světa v roce 1970, hrál ve třech ze čtyř anglických utkání na turnaji. Za národní tým nastupoval v letech 1962–1970 a odehrál za něj 26 zápasů. Celou svou kariéru (1958–1971) strávil v jediném klubu: Evertonu. V letech 1965–1970 byl jeho kapitán. Dvakrát s ním slavil titul mistra Anglie (1962–63, 1969–70) a jednou vyhrál FA Cup (1965–66). Celkem za něj odehrál 534 zápasů a je klubovou legendou.